# Miss Italia 1996
Miss Italia 1996 si è svolta a Salsomaggiore Terme in tre serate: il 5, 6 e 7 settembre 1996. Il concorso è stato condotto da Fabrizio Frizzi, in diretta da Salsomaggiore Terme. Presidente della giuria artistica è Yuri Chechi, che ha incoronato la vincitrice del concorso, la diciottenne Denny Méndez di Santo Domingo (Repubblica Dominicana), è la prima Miss Italia con la pelle color ebano e di origine non italiana della storia del concorso. All'età di 11 anni si trasferisce a Montecatini Terme (PT) con la sua famiglia. Seconda classificata Ilaria Murtas di Cagliari detentrice del titolo Miss Amarea Moda Mare e infine terza Maria Mazza di Somma Vesuviana (NA) vincitrice della fascia Miss Eleganza.

## Piazzamenti
| Risultato finale     | Concorrente            |
| -------------------- | ---------------------- |
| Miss Italia 1996     | - – Denny Méndez       |
| Seconda classificata | - – Ilaria Murtas      |
| Terza classificata   | - – Maria Mazza        |
| Quarta classificata  | - – Francesca Amirante |
| Quinta classificata  | - – Loredana Liscio    |
| Sesta classificata   | - – Raffaella Canedi   |

## Altri riconoscimenti
- Miss Cinema: Denny Méndez
- Miss Eleganza: Maria Mazza
- Miss Top Model: Flavia Mantovan
- Miss Amarea Moda Mare: Ilaria Murtas

## Concorrenti
1) Federica Bertello (Miss Valle d'Aosta)

2) Elena Valentini (Miss Piemonte)

3) Enrica Elisa Piccinin (Miss Lombardia)

4) Valentina Sacchi (Miss Milano)

5) Martina Nessi (Miss Friuli Venezia Giulia)

6) Francesca Colombo (Miss Veneto)

7) Manuela Stoetter (Miss Liguria)

8) Eleonora Baschieri (Miss Emilia)

9) Maria Sole Para (Miss Romagna)

10) Alessia Gherardi (Miss Toscana)

11) Maila Ferranti (Miss Marche)

12) Maria Luisa Marini (Miss Umbria)

13) Elisabetta Leoni (Miss Lazio)

14) Flavia Mantovan (Miss Roma)

15) Luana Onori (Miss Abruzzo)

16) Anna Maria Papa (Miss Campania)

17) Manila Nazzaro (Miss Puglia) (prima partecipazione)

18) Brunilde Carella (Miss Basilicata)

19) Romina Polillo (Miss Calabria)

20) Angela Giunta (Miss Sicilia)

21) Ilaria Murtas (Miss Sardegna)

22) Maddalena Giordano (Miss Cinema Trentino Alto Adige)

23) Manuela Donghi (Miss Cinema Lombardia)

24) Serena Bilanceri (Miss Cinema Toscana)

25) Patrizia Caselli (Miss Cinema Marche)

26) Suzan Pirastru (Miss Cinema Lazio)

27) Sonia Zampetti (Miss Cinema Roma)

28) Beatrice Frangella (Miss Cinema Calabria)

29) Elisa Anziano (Miss Eleganza Valle d'Aosta)

30) Licia Giannetti (Miss Eleganza Romagna)

31) Agnese Bonatti (Miss Eleganza Toscana)

32) Elena Brandini (Miss Eleganza Umbria)

33) Simona Zecci (Miss Eleganza Lazio)

34) Stefania Di Luciano (Miss Eleganza Sicilia)

35) Sabrina Perucca (Ragazza in Gambissime Valle d'Aosta)

36) Simona Angeloni (Ragazza in Gambissime Lombardia)

37) Susy Baggio (Ragazza in Gambissime Veneto)

38) Anna De Riggi (Ragazza in Gambissime Romagna)

39) Benedetta Poggioni (Ragazza in Gambissime Toscana)

40) Daniela De Angelis (Ragazza in Gambissime Marche)

41) Giorgia Fabi (Ragazza in Gambissime Lazio)

42) Francesca Amirante (Ragazza in Gambissime Campania)

43) Cristiana De Vincenzo (Ragazza in Gambissime Puglia)

44) Giovanna Battaglia (Ragazza in Gambissime Basilicata)

45) Patrizia Eni (Ragazza in Gambissime Sicilia)

46) Silvia Serpi (Ragazza in Gambissime Sardegna)

47) Roberta Bevolo (Top Model Tomorrow Valle d'Aosta)

48) Alessandra Tripodi (Top Model Tomorrow Piemonte)

49) Lucia Agostini (Top Model Tomorrow Trentino Alto Adige)

50) Virna Novarin (Top Model Tomorrow Veneto)

51) Barbara Montuori (Top Model Tomorrow Liguria)

52) Annalisa Caroni (Top Model Tomorrow Emilia)

53) Solange Bonetto (Top Model Tomorrow Romagna)

54) Denny Andreína Méndez de la Rosa (Top Model Tomorrow Toscana)

55) Barbara Gabarrini (Top Model Tomorrow Umbria)

56) Antonella Santini (Top Model Tomorrow Lazio)

57) Tiziana Reginato (Top Model Tomorrow Sicilia)

58) Ambra Pintore (Top Model Tomorrow Sardegna)

59) Ambra Sola (Miss Wella Valle d'Aosta)

60) Manuela Tombesi (Miss Wella Lombardia)

61) Katia Zandarin (Miss Wella Veneto)

62) Claudia Zannoni (Miss Wella Romagna)

63) Betty Mori (Miss Wella Toscana)

64) Chiara Giallonardo (Miss Wella Lazio)

65) Maria Mazza (Miss Wella Campania)

66) Isabella Tardani (Miss Wella Puglia)

67) Patrizia Chiappetta (Miss Wella Basilicata)

68) Enza Gagliardi (Miss Wella Calabria)

69) Susanna Cilli (Miss Wella Sicilia)

70) Elisa Todde (Miss Wella Sardegna)

71) Annalisa Ravaro (Miss Delverde Valle d'Aosta)

72) Anna Cenzon (Miss Delverde Trentino Alto Adige)

73) Michela Pietrobon (Miss Delverde Veneto)

74) Raffaella Canedi (Miss Delverde Emilia)

75) Emanuela Lazzaroni (Miss Delverde Toscana)

76) Marina Tsybina (Miss Delverde Lazio)

77) Nicoletta Ventura (Miss Delverde Abruzzo)

78) Loredana Liscio (Miss Delverde Campania)

79) Rachele Di Fiore (Miss Delverde Puglia)

80) Maura Laconi (Miss Delverde Sardegna)